# Maximización del beneficio
En economía, la maximización de las ganancias es el proceso a corto o largo plazo mediante el cual una empresa puede determinar el precio, la entrada y los niveles de producción que conducen a la mayor ganancia. La economía neoclásica, actualmente el enfoque general de la microeconomía, usualmente modela a la empresa como maximizando la ganancia. 
Hay varias perspectivas que uno puede tomar sobre este problema.  Primero, dado que la ganancia es igual al ingreso menos el costo , se puede trazar gráficamente cada una de las variables ingreso y costo como funciones del nivel de salida y encontrar el nivel de salida que maximice la diferencia (o esto se puede hacer con una tabla de valores en lugar de una grafico).  En segundo lugar, si las formas funcionales específicas son conocidas por sus ingresos y costos en términos de producción, se puede usar el cálculo para maximizar la ganancia con respecto al nivel de salida. Tercero, dado que la condición de primer orden para la optimización es igual a ingreso marginal y costo marginal, si el ingreso marginal y las funciones de costo marginal en términos de producción están directamente disponibles, uno puede igualar esto, utilizando ecuaciones o una gráfica. 
En cuarto lugar, en lugar de una función que da el costo de producir cada nivel de salida potencial, la empresa puede tener funciones de costo de entrada que dan el costo de adquirir cualquier cantidad de cada entrada, junto con una función de producción que muestre cuánta salida resulta de usar cualquier combinación de entrada cantidades.  En este caso, se puede usar el cálculo para maximizar la ganancia con respecto a los niveles de uso de entrada, sujeto a las funciones de costo de entrada y la función de producción.  La condición de primer orden para cada entrada es igual al producto de ingreso marginal de la entrada (el incremento en el ingreso por venta del producto causado por un incremento en la cantidad de la entrada utilizada) al costo marginal de la entrada. 
Para una empresa en un mercado perfectamente competitivo para su producción, la función de ingresos simplemente igualará el precio de mercado multiplicado por la cantidad producida y vendida, mientras que para un monopolista, que elige su nivel de producción simultáneamente con su precio de venta, la función de ingresos tiene en cuenta tener en cuenta el hecho de que niveles más altos de producción requieren un precio más bajo para poder ser vendidos.  Una característica análoga se aplica a los mercados de insumos: en un mercado de insumos perfectamente competitivo, el costo de los insumos de la empresa es simplemente la cantidad comprada para su uso en tiempos de producción del costo de insumos unitarios determinado por el mercado, mientras que el precio de insumos por unidad de un monopsonista es más alto por mayores cantidades de la entrada comprada. 
La principal diferencia entre la maximización del beneficio a corto y largo plazo es que a largo plazo las cantidades de todos los insumos, incluido el capital físico, son variables de elección, mientras que en el corto plazo la cantidad de capital está predeterminada por las decisiones de inversión anteriores. En cualquier caso hay insumos de mano de obra y materias primas. 
En la teoría de la maximización de ventas expuesta por William Jack Baumol (1922), que se basa en que una vez que una empresa ha alcanzado su nivel aceptable de beneficios para un bien o servicio, el objetivo debe centrarse en el aumento de los ingresos procedentes de las ventas. Es decir que se debe de enfocar la empresa en generar más ganancias, y esto no se refiere a vender más caro el bien o producto sino a vender más, o producir algo nuevo. Una vez posicionado en el mercado es más fácil enfocarse en cómo obtener más ganancias.

## Definiciones básicas
Cualquier costo incurrido por una empresa puede ser clasificado en dos grupos: costos fijos y costos variables. Los costos fijos, que ocurren solo en el corto plazo, son incurridos por la empresa en cualquier nivel de producción, incluida la producción cero. Estos pueden incluir el mantenimiento del equipo, el alquiler, los salarios de los empleados cuyos números no se pueden aumentar o disminuir a corto plazo y el mantenimiento general. Los costos variables cambian con el nivel de producción, aumentando a medida que se genera más producto.  Los materiales consumidos durante la producción a menudo tienen el mayor impacto en esta categoría, que también incluye los salarios de los empleados que pueden ser contratados y despedidos en el lapso de tiempo a corto plazo considerado. Costo fijo y costo variable, combinado, igual costo total. 
Los ingresos son la cantidad de dinero que una empresa recibe de sus actividades comerciales normales, generalmente de la venta de bienes y servicios (a diferencia del dinero de las ventas de valores, como acciones de capital o emisiones de deuda). 
El costo marginal y el ingreso marginal, dependiendo de si se toma o no el enfoque de cálculo, se definen como el cambio en el costo o ingreso a medida que se produce cada unidad adicional, o el derivado del costo o ingreso con respecto a la cantidad de producción. Por ejemplo, tomando la primera definición, si a una empresa le cuesta $ 400 producir 5 unidades y $ 480 producir 6, el costo marginal de la sexta unidad es de 80 dólares. 

## Ingresos totales - perspectiva del costo total

Maximización de ganancias utilizando los ingresos totales y las curvas de costos totales de un competidor perfecto

Para obtener la cantidad de producción que maximiza el beneficio, comenzamos por reconocer que el beneficio es igual al ingreso total (TR) menos el costo total (TC).  Dada una tabla de costos e ingresos en cada cantidad, podemos calcular ecuaciones o trazar los datos directamente en una gráfica.  La salida que maximiza el beneficio es aquella en la que esta diferencia alcanza su máximo. 
En el diagrama adjunto, la curva de ingreso total lineal representa el caso en el que la empresa es un competidor perfecto en el mercado de bienes y, por lo tanto, no puede establecer su propio precio de venta.  El nivel de producción que maximiza el beneficio se representa como aquel en el que el ingreso total es la altura de C y el costo total es la altura de B; la ganancia máxima se mide como la longitud del segmento CB.  Este nivel de salida es también aquel en el que la curva de ganancia total está en su máximo. 
Si, al contrario de lo que se supone en el gráfico, la empresa no es un competidor perfecto en el mercado de producción, el precio para vender el producto puede leerse en la curva de demanda en la cantidad óptima de producción de la empresa. Esta cantidad óptima de producción es la cantidad en la que el ingreso marginal es igual al costo marginal. 

## Ingreso marginal - perspectiva de costo marginal

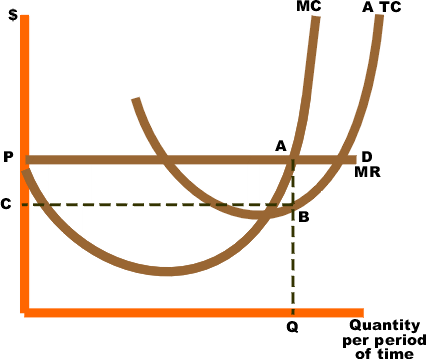
Maximización de ganancias utilizando las curvas de ingresos marginales y costos marginales de un competidor perfecto

Fijación de precios por un monopolista.

Una perspectiva equivalente se basa en la relación que, para cada unidad vendida, la ganancia marginal (Mπ) es igual al ingreso marginal (MR) menos el costo marginal (MC). Entonces, si el ingreso marginal es mayor que el costo marginal en algún nivel de producción, la ganancia marginal es positiva y, por lo tanto, se debe producir una cantidad mayor, y si el ingreso marginal es menor que el costo marginal, la ganancia marginal es negativa y se debe producir una cantidad menor .  En el nivel de producción en el que el ingreso marginal es igual al costo marginal, la ganancia marginal es cero y esta cantidad es la que maximiza la ganancia.  Dado que el beneficio total aumenta cuando el beneficio marginal es positivo y el beneficio total disminuye cuando el beneficio marginal es negativo, debe alcanzar un máximo donde el beneficio marginal es cero, donde el costo marginal es igual al ingreso marginal, y donde niveles de producción más bajos o más altos dan niveles de beneficio más bajos. En términos de cálculo, el requisito de que la producción óptima tenga un beneficio mayor que los niveles de salida adyacentes es que:
{\displaystyle {\frac {\operatorname {d} ^{2}R}{{\operatorname {d} Q}^{2}}}<{\frac {\operatorname {d} ^{2}C}{{\operatorname {d} Q}^{2}}}.}
La intersección de MR y MC se muestra en el siguiente diagrama como punto A. Si la industria es perfectamente competitiva (como se supone en el diagrama), la empresa enfrenta una curva de demanda (D) que es idéntica a su curva de ingreso marginal (MR ), y esta es una línea horizontal a un precio determinado por la oferta y la demanda de la industria.  Los costos totales medios están representados por la curva ATC. El beneficio económico total está representado por el área del rectángulo PABC.  La cantidad óptima (Q) es la misma que la cantidad óptima en el primer diagrama. 
Si la empresa es un monopolista, la curva de ingreso marginal tendría una pendiente negativa, como se muestra en el siguiente gráfico, porque se basaría en la curva de demanda del mercado con pendiente descendente.  El resultado óptimo, que se muestra en el gráfico como Q m , es el nivel de rendimiento en el que el costo marginal es igual al ingreso marginal.  El precio que induce esa cantidad de producción es la altura de la curva de demanda en esa cantidad (indicada P m ). 
En un entorno que es competitivo pero no perfectamente, las soluciones de maximización de beneficios más complicadas implican el uso de la teoría de juegos. 

## Caso en el que maximizar ingresos es equivalente
En algunos casos, las condiciones de demanda y costo de una empresa son tales que las ganancias marginales son mayores que cero para todos los niveles de producción hasta un cierto máximo. En este caso, el beneficio marginal se hunde a cero inmediatamente después de alcanzar ese máximo; por lo tanto, la regla Mπ = 0 implica que la producción debe producirse en el nivel máximo, que también es el nivel que maximiza los ingresos. En otras palabras, la cantidad y el precio que maximizan los beneficios pueden determinarse estableciendo un ingreso marginal igual a cero, que se produce en el nivel máximo de producción.  El ingreso marginal es igual a cero cuando la curva de ingreso total ha alcanzado su valor máximo.  Un ejemplo sería un vuelo de línea aérea programado. Los costos marginales de volar un pasajero más en el vuelo son insignificantes hasta que se llenan todos los asientos.  La aerolínea maximizaría las ganancias llenando todos los asientos. 

## Cambios en los costes totales y maximización de beneficios
Una empresa maximiza las ganancias operando donde el ingreso marginal es igual al costo marginal.  A corto plazo, un cambio en los costos fijos no tiene ningún efecto en la producción o el precio que maximizan los beneficios. La empresa simplemente trata los costos fijos a corto plazo como costos irrecuperables y continúa operando como antes. Esto se puede confirmar gráficamente. Utilizando el diagrama que ilustra la perspectiva del costo total y los ingresos totales, la empresa maximiza las ganancias en el punto donde las pendientes de la línea del costo total y la línea del ingreso total son iguales. Un aumento en el costo fijo causaría que la curva del costo total se desplace hacia arriba de manera rígida por la cantidad del cambio. No habría ningún efecto en la curva de ingresos totales o en la forma de la curva de costos totales. En consecuencia, la producción que maximiza el beneficio se mantendría igual.  Este punto también se puede ilustrar utilizando el diagrama para la perspectiva de ingresos marginales y costos marginales. Un cambio en el costo fijo no tendría ningún efecto en la posición o la forma de estas curvas.

## Precio marcado
Además de usar métodos para determinar el nivel óptimo de producción de una empresa, una empresa que no es perfectamente competitiva puede establecer el precio de manera equivalente para maximizar la ganancia (ya que establecer el precio a lo largo de una curva de demanda dada implica elegir un punto preferido en esa curva, que es equivalente a recogiendo una cantidad preferida para producir y vender). Las condiciones de maximización del beneficio pueden expresarse en una forma o regla de oro "más fácilmente aplicable" que la que utilizan las perspectivas anteriores. El primer paso es volver a escribir la expresión para el ingreso marginal como MR = ∆TR / ∆Q = (P∆Q + Q∆P) / ∆Q = P + Q∆P / ∆Q, donde P y Q se refieren a los puntos medios Entre los valores antiguos y nuevos de precio y cantidad respectivamente.  El ingreso marginal de una unidad de producción incremental tiene dos partes: primero, el ingreso que la empresa obtiene al vender las unidades adicionales o, lo que da el término P∆Q. Las unidades adicionales se llaman unidades marginales. Producir una unidad adicional y venderla al precio P genera un ingreso de P. Además, uno debe considerar "el ingreso que la empresa pierde con las unidades que podría haber vendido al precio más alto", es decir, si el precio de todas las unidades no habían sido derribadas por el esfuerzo de vender más unidades.  Estas unidades que han perdido ingresos se llaman unidades infra-marginales. Es decir, la venta de la unidad adicional da como resultado una pequeña caída en el precio que reduce los ingresos de todas las unidades vendidas en la cantidad Q (∆P / ∆Q).  Por lo tanto, MR = P + Q (∆P / ∆Q) = P + P (Q / P) (∆P / ∆Q) = P + P / (PED), donde PED es la elasticidad precio de la demanda que caracteriza la curva de demanda de los clientes de las empresas, lo que es negativo.  Luego, al configurar MC = MR se obtiene MC = P + P / PED (P - MC) / P = −1 / PED y P = MC / [1 + (1 / PED)].  Por lo tanto, la regla de marcado óptimo es: 
(P − MC)/P = 1/ (−PED)
o equivalente
P = [PED/(1 + PED)] × MC.
En palabras, la regla es que el tamaño del margen de beneficio del precio sobre el costo marginal está inversamente relacionado con el valor absoluto de la elasticidad precio de la demanda por el bien.
La regla de marcado óptimo también implica que una empresa no competitiva producirá en la región elástica de su curva de demanda del mercado. El costo marginal es positivo.  El término PED / (1 + PED) sería positivo, por lo que P>0 solo si PED está entre −1 y −∞ (es decir, si la demanda es elástica en ese nivel de salida).  La intuición detrás de este resultado es que, si la demanda es inelástica en algún valor Q 1, entonces una disminución en Q aumentaría P más que proporcionalmente, incrementando así los ingresos PQ; ya que una menor Q también llevaría a un menor costo total, la ganancia aumentaría debido a la combinación de un aumento de los ingresos y una disminución del costo.  Por lo tanto Q1 no da el mayor beneficio posible. 

## Producto marginal del trabajo, producto del ingreso marginal del trabajo y maximización de la ganancia
La regla general es que la empresa maximiza las ganancias al producir esa cantidad de producción donde el ingreso marginal es igual al costo marginal. El problema de la maximización de beneficios también puede abordarse desde el lado de entrada. Es decir, ¿cuál es el uso que maximiza el beneficio de la entrada variable? Para maximizar el beneficio, la empresa debe aumentar el uso del insumo "hasta el punto en que el producto de ingreso marginal del insumo sea igual a sus costos marginales".  Por lo tanto, matemáticamente, la regla de maximización del beneficio es MRPL = MCL, donde el subíndice L se refiere a la variable de entrada comúnmente asumida, labor.  El producto de ingreso marginal es el cambio en el ingreso total por unidad de cambio en la entrada variable.  Eso es MRP L = ∆TR/∆L MRPL es el producto del ingreso marginal y el producto marginal del trabajo o MRPL = MRx MPL.